# 富氏叉鰾石首魚
富氏叉鰾石首魚為輻鰭魚綱鱸形目鱸亞目石首魚科的其中一種，分布東太平洋區，從薩爾瓦多至秘魯海域，棲息深度可達25公尺，體長可達20公分，棲息在沿海泥底質海域，屬肉食性，以底棲性無脊椎動物為食，可做為食用魚。